# We've Got Tonight
We've Got Tonight è un album del cantautore statunitense Kenny Rogers, pubblicato dall'etichetta discografica Liberty nel 1983.
Dal disco vengono tratti i singoli We've Got Tonight, All My Life e Scarlet Fever.

## Tracce

### Lato A
1. We've Got Tonight
2. Scarlet Fever
3. Farther I Go
4. No Dreams
5. Bad Enough

### Lato B
1. All My Life
2. How Long
3. Love, Love, Love
4. What I Learned from Loving You
5. You Are So Beautiful